# Kanslihushögern
Kanslihushögern eller Feldts pojkar är ett politiskt begrepp i Sverige från 1980-talet. Det syftade på personer som tillhörde den så kallade "högerfalangen" inom Sveriges socialdemokratiska arbetareparti och var särskilt framträdande inom Finansdepartementet under den tid Kjell-Olof Feldt hade rollen som finansminister. De var ofta personer med en hög akademisk utbildning, ofta från Handelshögskolan, och bakgrund inom fackföreningsrörelsen. Framträdande personer inom "kanslihushögern" var bland andra Erik Åsbrink, Kjell-Olof Feldt och Klas Eklund.
Den bakomvarande orsaken till den ideologiska omorienteringen var Socialdemokraternas nederlag i riksdagsvalet 1976. Kanslihushögern förespråkade en välfärdspolitik med decentralisering och ökade marknadsinslag, kallad den tredje vägens politik. Dessutom förändrades socialdemokraternas inställning till näringslivet, från att vara legitimerad motpart till legitimerad samarbetspartners. Företrädarna tog utgångspunkt i New Public Management (NPM).